# Bundesautobahn 27
De Bundesautobahn 27 (kort BAB 27, A27 of 27), ook wel Schnellfischlinie genoemd, is een Duitse autosnelweg die van de Noordzeekust bij Cuxhaven via Bremen naar Walsrode loopt, waar deze aansluit op de A7. Over de gehele lengte is de A27 eveneens als E234 genummerd.
Doordat de A27 een verbinding vormt tussen de havens van Bremen, Bremerhaven en Cuxhaven, wordt deze veel gebruikt door het vrachtverkeer.
Buiten het stedelijke gebied van Bremen verloopt de A27 grotendeels door een heuvelig geestlandschap.

## Geschiedenis
Het trajectdeel in de omgeving van het Bremer Blockland is een van de oudste Duitse snelwegen en was in het begin als een vervolg van de toenmalige A1 komend uit Hamburg richting Ihlpohl in het noorden van Bremen gebouwd. De bouwstart was in 1933, de opening van de Blocklandautobahn was in 1937.
Eind jaren 50 werd met de bouw van het trajectdeel tussen Bremen en Walsrode begonnen om de A27 met de A7 te verbinden. Dit zuidelijke trajectdeel werd begin jaren 60 in fases vanaf Bremen richting het zuidoosten geopend. In 1964 werd het laatste deel Verden - Walsrode voor het verkeer vrijgegeven.
Het vervolg van de bouw via Bremerhaven naar Cuxhaven lag meerdere jaren stil en werd tegen het einde van de jaren 60 met de randweg om Bremerhaven weer gestart, die in 1974 geopend werd. Met het gereedkomen van het laatste ontbrekende stuk tussen de rotonde Bremen-Nord en Bremerhaven-Süd in november 1977 evenals tussen Debstedt en Cuxhaven in december 1981, verving de snelweg tussen Cuxhaven en Bremen volledig de overbelaste B6. De snelweg wordt door de verbinding met de (vroegere) visserijhaven Cuxhaven ook wel "Schnellfischlinie" (snelvisweg) genoemd.
In november 2005 werd de verbreding van 2x2 naar 2x3 rijstroken tussen Bremen-Überseestadt en Bremen-Nord (de zogenaamde Blocklandautobahn) afgerond, om de dagelijkse files door forenzen op te kunnen vangen. Daarbij kwam het zelfs tot onenigheid tussen Bremen en het stadje Osterholz-Scharmbeck omdat door nieuwe bewegwijzering bij de aansluiting Ritterhude-Süd het stadje niet meer op de bewegwijzering vermeld werd.

## Bijzonderheden
De aansluiting Bremen-Sebaldsbrück ligt niet, zoals men zou verwachten, in de buurt van de wijk Sebaldsbrück, maar 5 kilometer ervandaan bij Bremen-Osterholz. Dat is doelbewust gedaan om verwisseling met het nabijgelegen Osterholz-Scharmbeck te voorkomen.
Ook het Bremer Kreuz bevindt zich niet binnen de stadsgrenzen van Bremen, maar ligt in het Landkreis Verden. Bij het knooppunt langs de A27 staan de borden van de deelstaten Nedersaksen en Hanzestad Bremen niet bij de daadwerkelijke geografische grens.
Nabij de aansluiting Bremen-Horn/Lehe is de markante Fallturm van de Universiteit Bremen te zien.
Bij het Bremer stadsdeel Burg-Grambke bevinden zich aan de rijbaanzijde richting het zuiden resten van een toerit uit de beginjaren van de snelweg. Ondertussen zijn de resten van de toerit door de verbreding moeilijk te vinden. Discussies in de jaren 70 om deze toerit te heropenen, omdat deze nog niet gesloopt was, leverden niets op.
Delen van het tracé in de omgeving van Bremerhaven zijn op een paalfundering gebouwd met funderingspalen van 30 meter lang om de meer als 15 meter dikke veenlaag te doordringen. Het gaat daarbij om de wegen rond de aansluitingen Bremerhaven-Süd/-Mitte met de toe- en afritten en een trajectdeel tussen de aansluitingen Bremerhaven-Mitte en Bremerhaven-Überseehäfen.
Het trajectdeel tussen de aansluiting Debstedt en het einde van de snelweg bij Cuxhaven is door het besparen op de kosten de rijbaan met een smaller profiel en smallere vluchtstroken uitgevoerd en deze inrichting is door de lage verkeerintensiteiten gerechtvaardigd.
De snelweg kent tot op heden een tweetal snelweg-noodvliegvelden. De infrastructuur voor een landingsbaan is nog steeds aanwezig tussen de aansluitingen Neuenwalde en Nordholz. De landingsbaan is 2.500 meter lang en kan nog steeds gebruikt worden. Tussen de aansluitingen Uthlede en Hagen bevond zich ook een noodvliegveld, maar deze is in 2005 afgebroken.
De enige verzorgingsplaats (met tankstation en restaurant) langs de A27 heette sinds de bouw "Langwedel/Daverden" (vernoemd naar de naastgelegen plaatsen). Met de opening van de aansluiting Langwedel in april 2011 (voorheen een noodaansluiting in de verzorgingsplaats) werd de verzorgingsplaats in "Goldbach" (Nord/Süd) hernoemd. De naam is afgeleid van een kleine beek die dicht bij de rustplaats stroomt.
Tussen de deelstaten Nedersaksen en Bremen werd in oktober 2011 een verdrag over het wegbeheer van de A27 ondertekend. In dit verdrag is afgesproken dat Nedersaksen het wegbeheer voor het – direct aan Bremen aansluitende – A27-deel tussen de aansluitingen Ihlpohl en Uthlede aan de deelstaat Bremen overdraagt. Daartegenover staat het traject van de A27 door Bremerhaven (welke in de deelstaat Bremen ligt) dat aan de deelstaat Nedersaksen overgedragen is. Het dagelijks beheer, zoals het plaatsen van borden, het begeleiden van wegwerkzaamheden en het verlenen van vergunningen voor bijzondere transporten, voor de gedeeltes van de A27 tussen de aansluitingen Bremerhaven-Wulsdorf en Debstedt die in Nedersaksen liggen is ook de deelstaat Bremen verantwoordelijk.

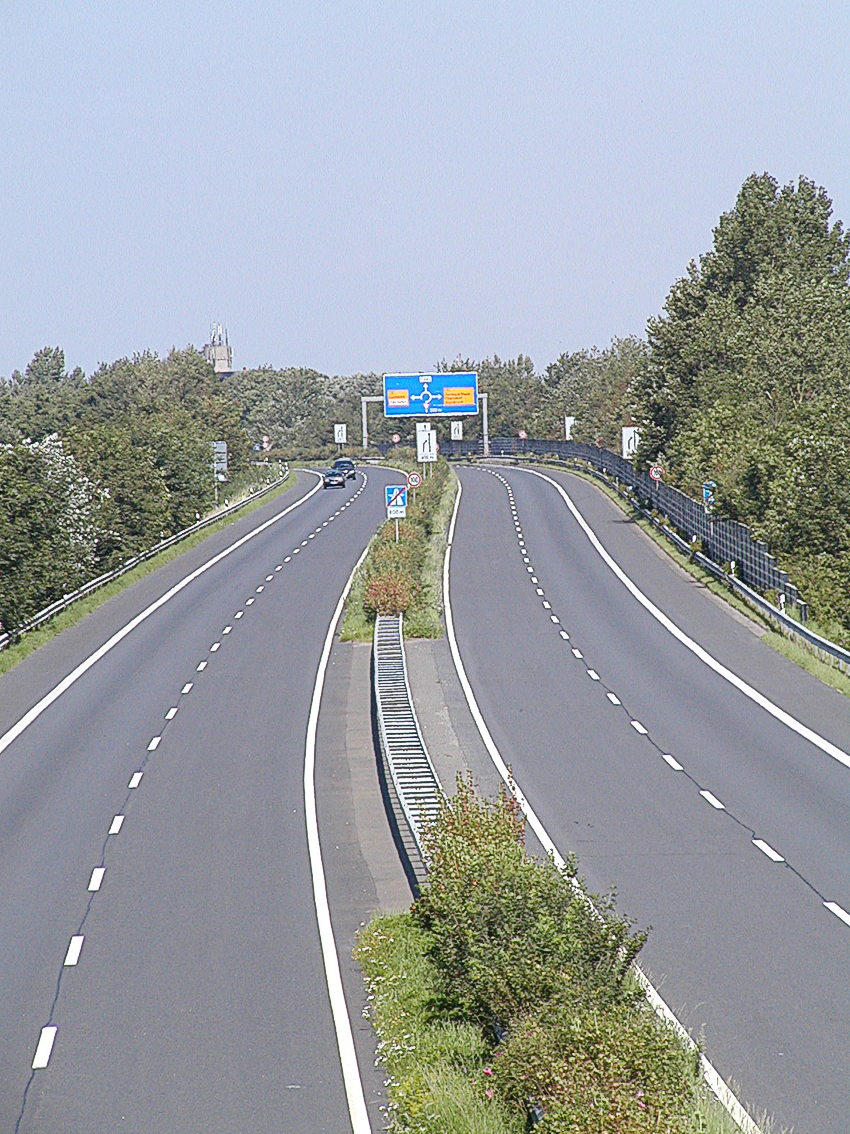
Het einde van de A27 bij Cuxhaven. (2007)
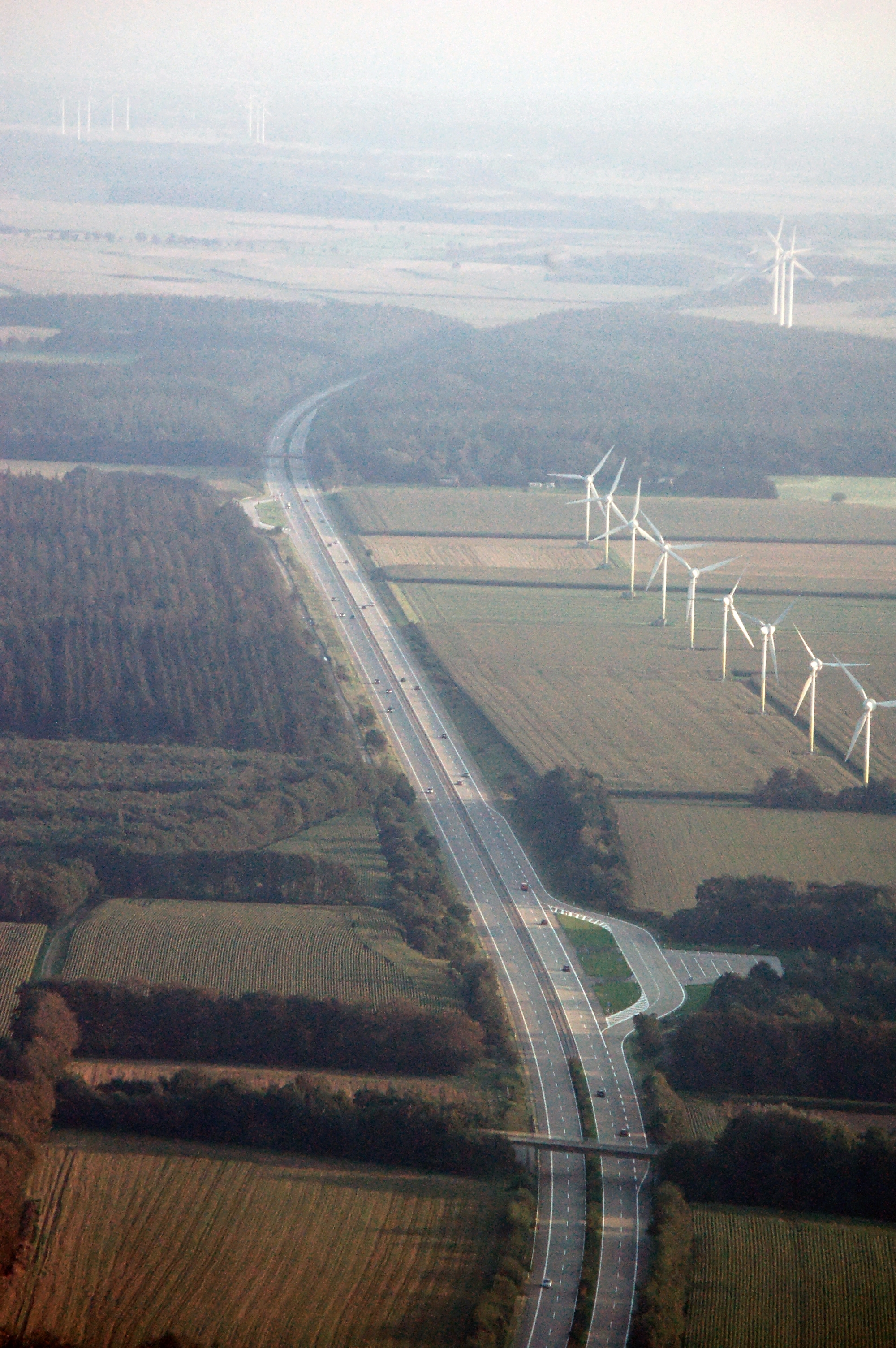
Luchtfoto van het snelweg-noodvliegveld bij Nordholz. (2011)
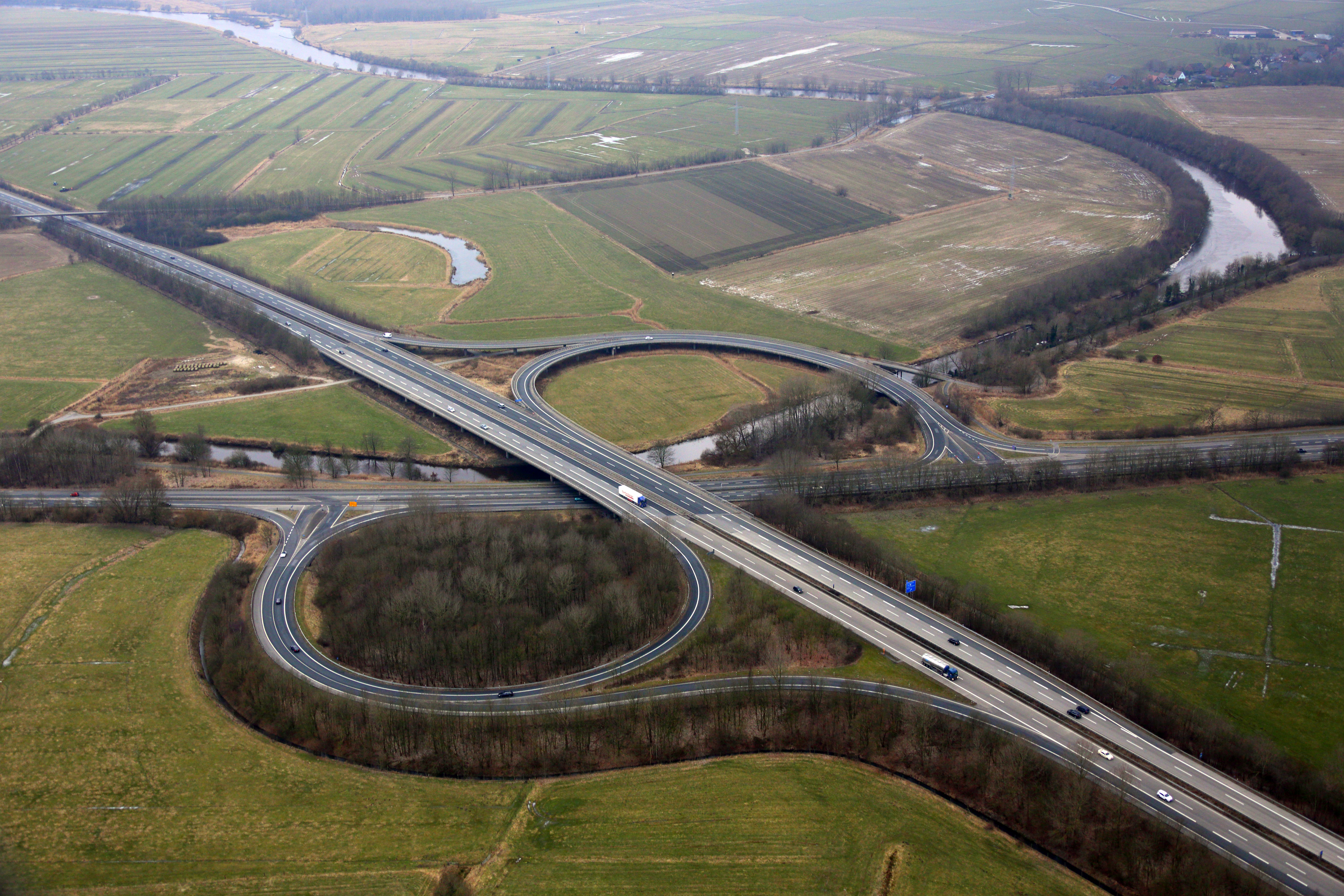
Aansluiting Bremerhaven-Süd. (2013)
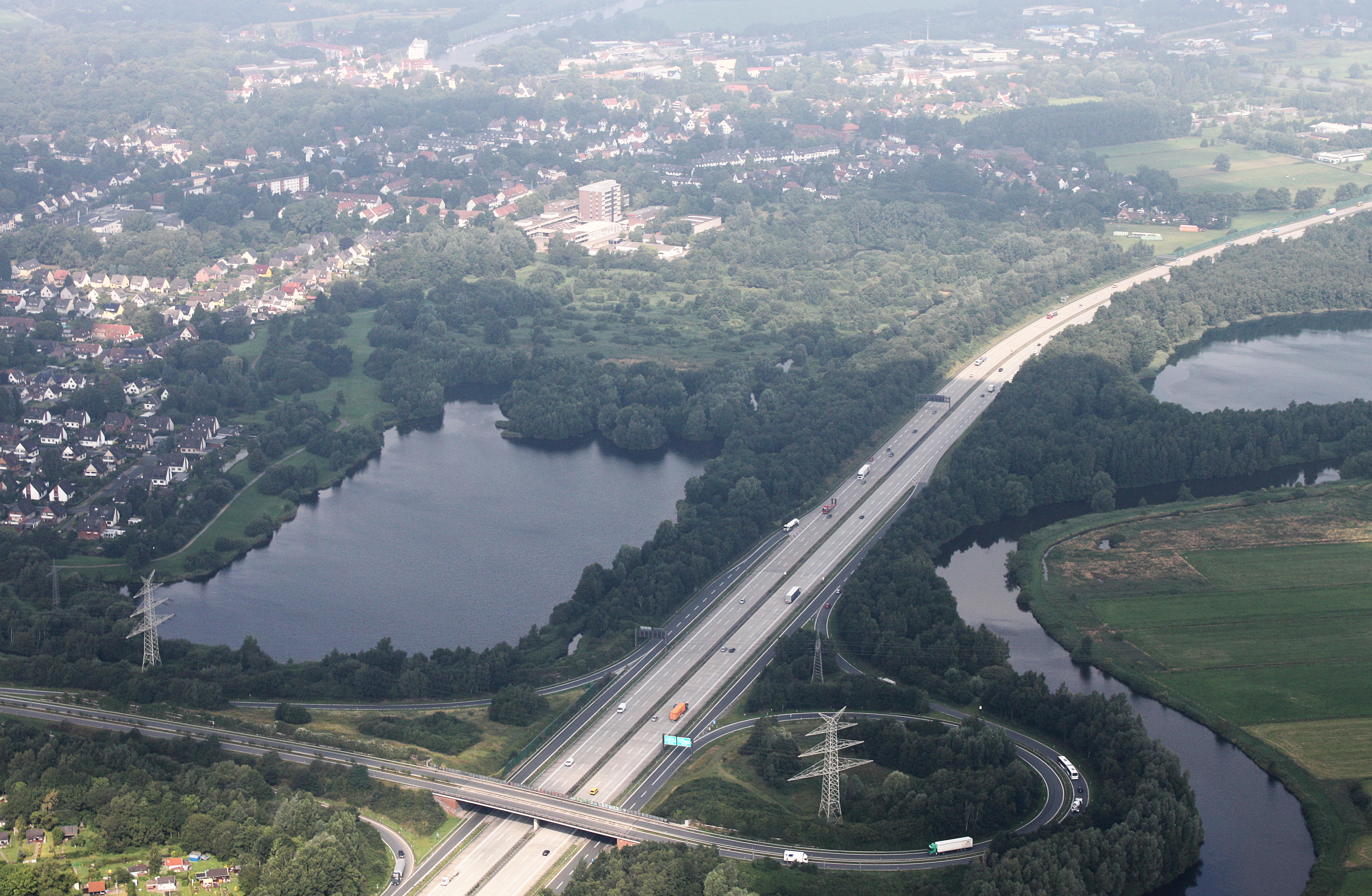
Dreieck Bremen-Industriehäfen met de A281. (2012)
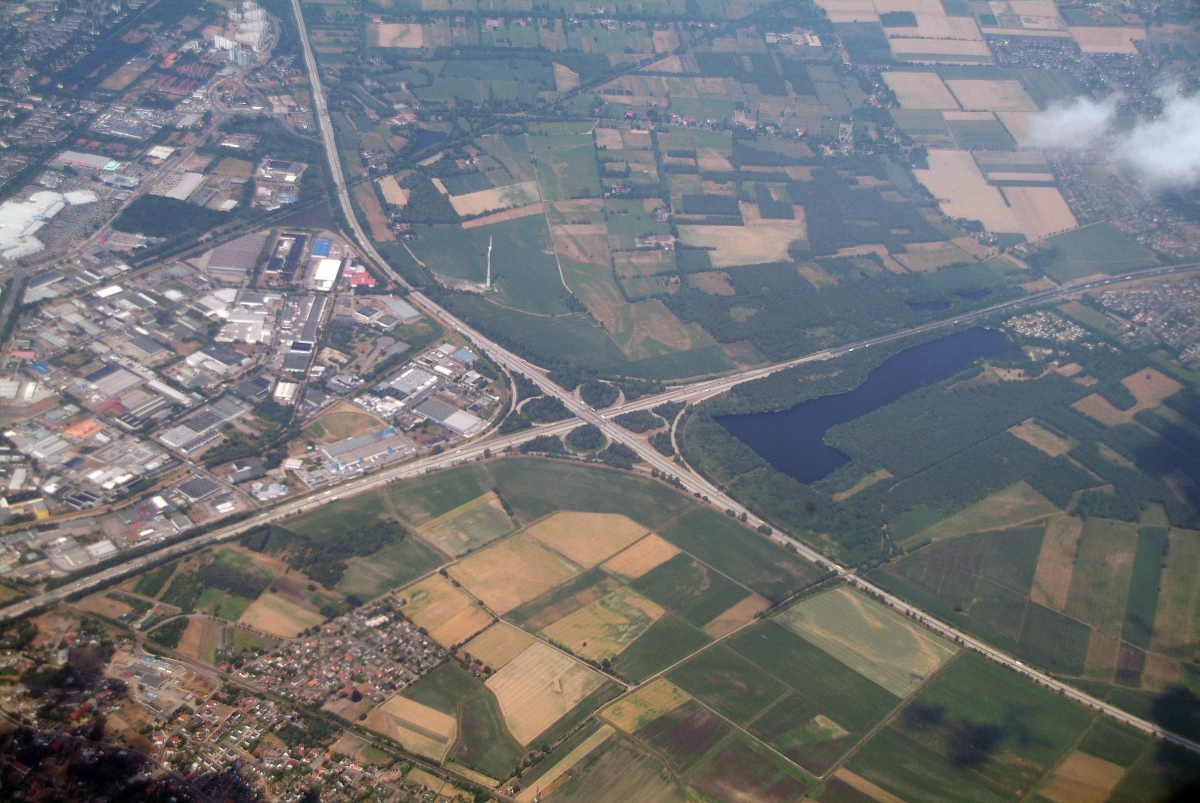
Het Bremer Kreuz ten oosten van Bremen. De A27 (van linksboven naar rechtsonder) kruist hier de A1. (2010)

## Geplande verbreding
Gepland is om de A27 te verbreden naar 2x3 rijstroken tussen aansluiting Bremen-Überseestadt en Bremer Kreuz. In het Bundesverkehrswegeplan 2030 (Duitse tegenhanger van de Nederlandse Meerjarenprogramma Infrastructuur, Ruimte en Transport; MIRT) is deze verbreding opgenomen. De projecten in het Bundesverkehrswegeplan hebben een prioriteit meegekregen om de noodzaak van een verbreding aan te geven. Deze verbreding heeft de hoogste prioriteit gekregen (Vordringlicher Bedarf - Engpassbeseitigung). De kosten zijn geraamd op iets meer dan €124 miljoen. Wanneer de verbreding van start gaat is niet bekend.

## Voormalige plannen
Een overwogen verlenging van de A27 van Walsrode in de richting van Berlijn, werd voor het nieuwe Bundesverkehrswegeplan 2030 niet meer aangemeld.